# 齊格蒙特·克拉辛斯基
齊格蒙特·克拉辛斯基（Zygmunt Krasiński，1812年2月—1859年2月23日），波蘭貴族，偉大的浪漫主義詩人。
齊格蒙特·克拉辛斯基與亚当·密茨凯维奇和尤利烏什·斯沃瓦茨基並列為波蘭三大國家詩人，影響波蘭政治、民族意識。他是克拉辛斯基家族（Krasiński family）最有名的成員。
克拉辛斯基在法國巴黎出生。他是貴族文森帝·克拉辛斯基的兒子。他在華沙大學學習了法律，於1829年在日內瓦會見了亚当·密茨凯维奇。他的信表明，他在1831年十一月起義遭受道義抨擊，後來進入沙皇尼古拉法院。
克拉辛斯基的妻子為艾莉莎・布拉尼次卡，兩人一共育有四名子女：瓦迪斯瓦夫・文森堤・克拉辛斯基、齊格蒙特・葉日・克拉辛斯基、瑪麗亞・貝雅特利雀・克拉辛斯卡（愛德華・亞歷山大・拉琴斯基的首任妻子）及艾莉莎。